# Ophiostriatus sexradiatus
Ophiostriatus sexradiatus is een slangster uit de familie Ophiuridae.
De wetenschappelijke naam van de soort werd in 1993 gepubliceerd door S. Irimura.